# Doninsche Brakteaten

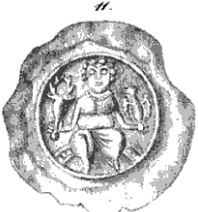
Doninscher Brakteat (aus Hermann Grote, Tafel II., Bild 11 – zur Ergänzung der Erbsteinschen Arbeit)

Doninsche Brakteaten, auch dohnaische Brakteaten oder Dohnaer Brakteaten genannt, sind Münzen der Burggrafen von Dohna. Die ältesten wurden um 1200 geprägt und stammen aus der Regierungszeit Heinrichs II. von Dohna (1180–1225), die jüngsten sind aus der Zeit Ottos II. von Dohna (1256–1287). Sie sind der Nachweis für das Münzrecht der Burggrafen von Dohna.

## Die Burggrafen von Dohna
Der erste Nachweis eines Burggrafen von Dohna stammt aus dem Jahr 1113. Sie waren als königliche Beamte und Landesherren in der Burggrafschaft tätig, besaßen ab Ende des 12. Jahrhunderts das Münzregal und mit dem Dohnaer Schöppenstuhl die Gerichtsgewalt in Lehns- und Erbsachen. Sie waren zudem Lehnsherren zahlreicher Vasallen. Am Zoll der Dresdner Elbbrücke waren sie beteiligt. Nach der Niederlage in der Dohnaischen Fehde von 1385 bis 1402 verloren sie Einfluss und Besitz an die Wettiner.
Die frühere Annahme, dass die Dynasten der Wettiner Lande, also auch die Burggrafen von Dohna, sich während der politischen Schwächung der Reichshoheit um 1250 das Münzrecht auf unrechtmäßige Weise angeeignet hätten, ist auf Grund der Landespolitik der Wettiner seit Heinrich dem Erlauchten (1221–1288) undenkbar. Die Wettiner sahen im Bestehen der Dynasten ein großes Hemmnis bei der Verwirklichung ihres Ziels, die Stärkung ihrer Macht. Sie hätten keinesfalls zugelassen, dass ein kaiserliches Regal wie das Münzrecht von kaiserlichen Ministerialen unrechtmäßig ausgeübt wird.

## Doninsche Brakteaten

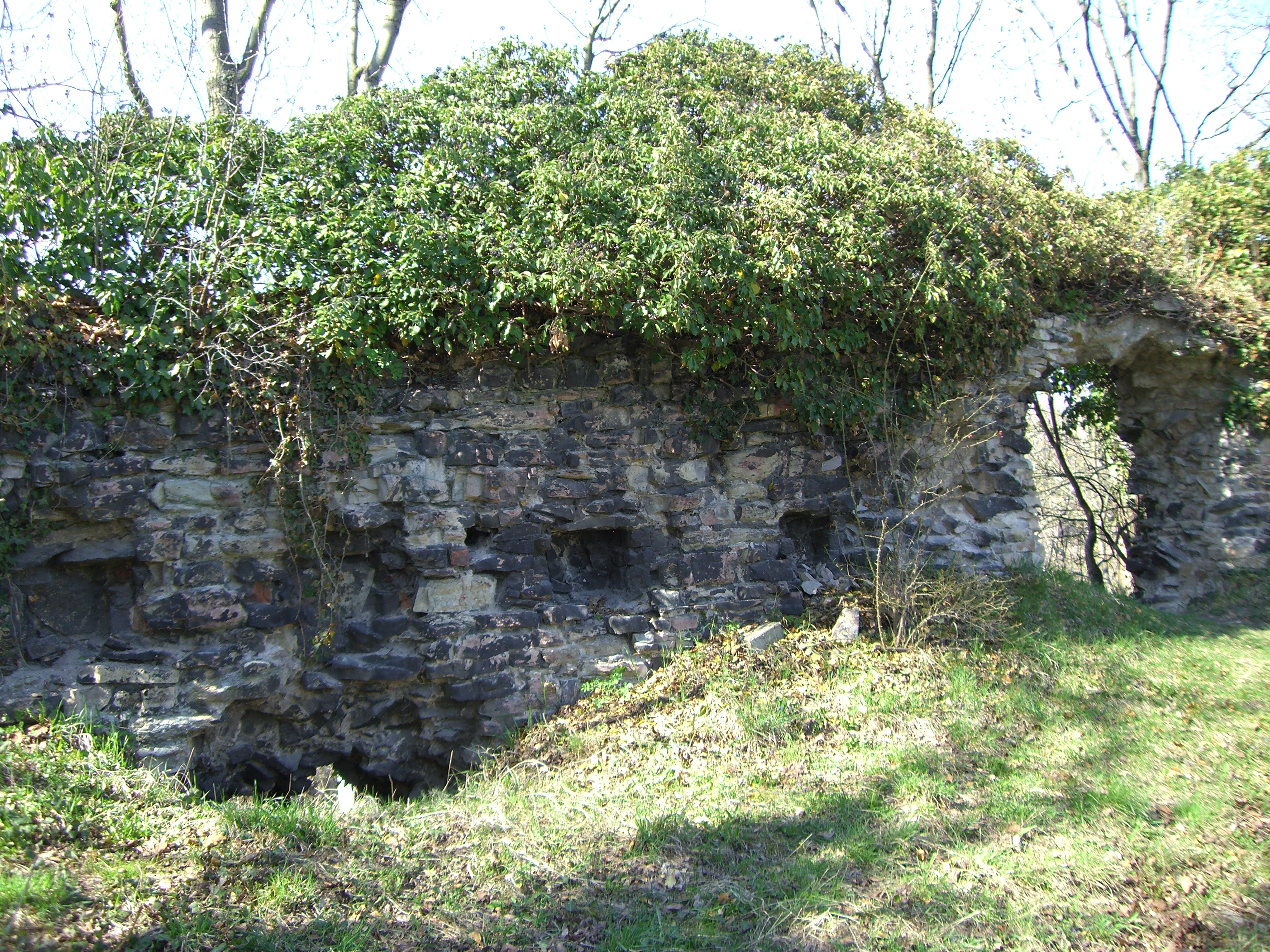
Mauerrest der alten Burg Dohna. In der einst umfangreichen Burg Dohna befand sich wahrscheinlich die Münze der Burggrafen.

Die sehr seltenen Münzen der Burggrafen von Dohna sind silberne Brakteaten. Sie werden auch als Hohlmünzen, Blechmünzen oder Blechpfennige bezeichnet. Zu ihrer Zeit, der hochmittelalterlichen regionalen Pfennigperiode, wurden sie Denarii (Pfennige) genannt.
Die ältesten Brakteaten stammen aus der Regierungszeit des Burggrafen Heinrich II. von Dohna, Sohn Heinrichs I., des Stammvaters der Burggrafen von Dohna und sind um 1200 geprägt worden. Die jüngsten sind aus der Zeit des Burggrafen Otto II. (1256–1287), Sohn Heinrichs III. von Dohna. Für spätere Münzen fehlen die Nachweise.
Bekannt sind drei Typen von Brakteaten der Donins:
- mit dem sitzenden Burggrafen (siehe beide Abbildungen, Erbsteins erste Entdeckung)[5][6][7]
- mit dem Wappen der Burggrafen von Dohna, den gekreuzten Hirschstangen und den Buchstaben H . D . G . B . (Erbsteins zweite Entdeckung)[8][9]
- wie vorher genannt, mit dem Wappen der Burggrafen, den gekreuzten Hirschstangen, jedoch ohne Buchstaben.[10]

Weitere dohnaische Münzen sind nicht bekannt.

### Erbsteins erste Entdeckung

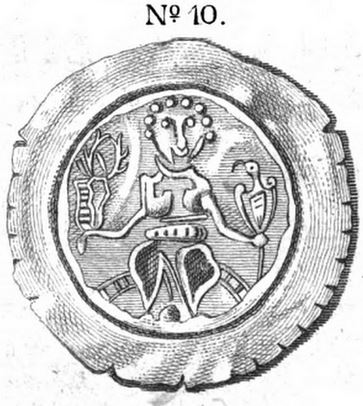
Von Erbstein zuerst entdeckter doninscher Brakteat (aus seinen „numismatischen Bruchstücken“).

Karl Friedrich Wilhelm Erbstein berichtete im achten Bruchstück seiner numismatische Bruchstücke in Bezug auf sächsische Geschichte (1821) über einen doninschen Brakteat mit einem sitzenden Burggraf im Münzbild, der von ihm zuerst entdeckt wurde:

„Sollten die so mächtigen Burggrafen von Dohna denen so viele Lehnsleute von Adel oder Vasallen lehenspflichtig waren und unter andern ihren vielen weitläufigen Besitzungen auch die sämmtlichen Dorfschaften des heut zu Tage sogenannten Leibnitzer Religions-Amtes von Dresden, so wie das Castel und Burg Weesenstein, das Städtchen Rabenau und Döbeln, Königstein, sowie selbst in Dresden ein Theil des Brückenzolls u. s. w. besaßen, nicht […] das Münzrecht ausgeübt haben?“

Dem bisher unbestimmten Brakteat meißnischer Art mit einem sitzenden Münzherrn im Münzbild, der unter anderem ein Hirschgeweih hält, konnte Erbstein erstmals einem Burggrafen von Dohna zuweisen:

„Der Burggrafen von Dohna weitläufige Besitzungen erstreckten sich weit in das Gebürge hinauf und bei dem Dohna nahen Dippoldiswalde waren schon in den ältesten Zeiten ergiebige Silbergruben. […] Mein gegenwärtiger Bracteat eines Burggrafen von Dohna ist von mehr als Speciesthaler Größe [also etwas größer als 40 Millimeter Durchmesser], so wie für die Münzgeschichte Sachsens eine merkwürdige Erscheinung […]. Die Fabrik desselben spricht sich für den Kenner ganz deutlich aus, in dem er auf das alte Meißner Land und zwar in die Zeiten Markgraf Heinrich des Erlauchten hinweist. Welchem Münzfürsten oder Landsassen des alten Meißner Landes aber […] könnte man nun wohl die Hirschgeweihe, so auf diesem schönen und großen Bracteaten vorkommen, zutheilen, als denen so mächtigen Burggrafen von Dohna, die die Hirschstangen in ihrem Wappen führen.“

#### Beschreibung des Brakteaten (nach Erbstein)
„Der Typus dieses großen Bracteaten stellt eine auf einem Bogen sitzende Figur im Hauskleide mit einem Perlen-Diadem um den Kopf vor, welcher in der Rechten einen Scepter mit aufgesetztem Schild und darüber befindlichen doppelten Hirschgeweih, als das Wappen der Burggrafen von Dohna, in der Linken aber einen kürzeren Scepter hält, auf dem ein ruhender Adler oder Falke sitzt.“

Der von Erbstein bestimmte Brakteat war die erste Entdeckung einer Münze der Burggrafen von Dohna. In seinem zehnten Bruchstück ergänzte der Gelehrte, dass der zuerst entdeckte Brakteat von Heinrich II. von Dohna oder wohl gar von Heinrich I., dem Stammvater der erblich gewordenen Burggrafen von Dohna, stammt.

### Ein weiterer Fund
→ Siehe Bild oben (nach Grote)
Im Jahr 1844 wurden in einem kleinen Fund von Meißner Hohlmünzen, bestehend aus Münzen der Markgrafen von Meißen, Dietrichs des Bedrängten (1197–1221) und Heinrichs des Erlauchten sowie der Äbte von Pegau auch „zwei wenig verschiedene Exemplare“ doninscher Brakteaten aus der Zeit Heinrichs des Erlauchten und zwar „aus dem Anfang dieser Periode“ entdeckt, die dem Urstück entsprechen. Sie wurden als Ergänzung und Bestätigung der Erbsteinischen Arbeit veröffentlicht.

### Erbsteins zweite Entdeckung

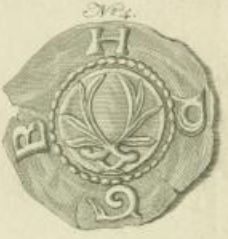
Brakteat Heinrichs III. von Dohna (1239–1256), Erbsteins zweite Entdeckung (aus seinen „numismatischen Bruchstücken“).

Der zweite von Erbstein zuerst entdeckte Brakteat „eines Burggrafen von Dohna im Meißnischen mit Umschrift vom Burggrafen Hinco oder Heinrich III. de Donyn i. e. Dohna, so nach Urkunden 1235 und 1242 vorkommt“ ist in seinem zehnten Bruchstück von 1828 erklärt.
„Da es nun wegen der Dohna so nahe liegenden Dippoldiswälder Silbergruben, die sich bis in die Besitzungen der Burggrafen von Dohna erstreckten, höchstwahrscheinlich wird, das sie das Bergregal ausübten, so schließe ich auch mit Recht“, so Erbstein, „daß sie auch das Münzregal ausgeübt haben.“
Erbsteins Entdeckung ist „ein schöner großer Bracteat, der seiner Fabrik nach […] ganz meißnisch war“. Die Umschrift und das Wappen bezeugten, dass es sich um eine Münze eines Burggrafen von Dohna „und zwar um einen Burggrafen Hinco oder Heinrich“ handeln muss.
- Das Münzbild zeigt das Wappen der Burggrafen mit den gekreuzten Hirschstangen.
- Umschrift (nach Erbstein): H . D . G . B .
  - ausgeschrieben (nach Erbstein): „Hinco oder Henricus Dei Gratia Burggravius“
    - Übersetzung: Heinrich von Gottes Gnaden, Burggraf

„Wer aber dieser Heinrich seyn könnte“, so der Gelehrte, „sagt mir […] das Wappen des doppelten Hirschgeweihes […]“. Es ist auf der Münze so dargestellt, „wie sich dieses Hirschgeweih an einem Pfeiler der Dresdener Brücke, vor der Zerstörung derselben durch den französischen Marschall Davoust befand; denn es genossen die Burggrafen zu Dohna einen Theil des Dresdner Brückenzolls in den früheren Zeiten.“
Erbstein konnte u. a. auf Grund der Art der Prägung, die den meißnischen Brakteaten Heinrichs des Erlauchten entspricht, der in der Zeit von 1221 bis 1288 regierte und den Regierungszeiten der Burggrafen von Dohna nachweisen, dass der Brakteat mit der Umschrift und dem Wappen von Burggraf Heinrich III. von Dohna (1239–1256) sein muss.
In Katalogen werden noch heute K. F. W. Erbsteins „Numismatische Bruchstücke“ für den Nachweis von Dohnaer Brakteaten angegeben.

## Berg- und Hüttenregal der Donins
Nach Daniel Becks Repertorium bestätigt der zweite Brakteat, dass die Burggrafen von Dohna, deren Besitzungen sich bis in die Dippoldiswalder Silbergruben erstreckten, das Berg- und Münzregal ausübten.

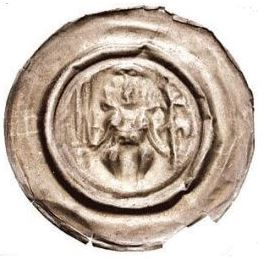
Meißnischer Brakteat Heinrichs des Erlauchten. Die doninschen Brakteaten wurden nach meißnischem Vorbild geprägt.

Allerdings müssen Münzherren keineswegs unbedingt eigene Silbergruben besitzen, um Münzen zu prägen. Der zweifelsfreie Nachweis doninscher Brakteaten bedeutet demnach nicht unbedingt, dass die Burggrafen mit Sicherheit Silberbergwerke besaßen und Dippoldiswalde zu ihrem Besitz zählte.

## Die Ähnlichkeit mit den meißnischen Brakteaten
Die Ähnlichkeit der Dynastenprägungen mit den Prägungen der Markgrafen, also auch die doninschen Brakteaten mit den meißnischen, war beabsichtigt. Diese Erkenntnis hat Erbstein bei der Bestimmung der beiden Typen der doninschen Brakteaten mit dem sitzenden Burggrafen und mit den gekreuzten Hirschstangen geholfen. Sie sollten unerkannt in fremden Wirtschaftsgebieten umlaufen um es auskaufen zu können und wahrscheinlich auch um die nach Machtzuwachs strebenden Markgrafen nicht aufmerksam zu machen.